# Baletemys
Baletemys kampalili — вид гризунів родини мишевих (Muridae). Це єдиний вид в роду Baletemys. Він зустрічається лише на горі Кампалілі, у високогір'ї східного Мінданао, на Філіппінах.